# Viskafors kraftverk
Viskafors kraftverk är ett vattenkraftverk i Viskafors i Västergötland. Det använder vatten från Viskan. Det byggdes först ett kraftverk som stod färdigt 1910. Detta ersattes dock snart av ett kraftverk byggt 1917–1921. Det byggdes på initiativ av Rydboholms aktiebolag.. Kraftverket har sedan 1910 dämt upp Storsjön. Kraftverket hade ursprungligen tre turbiner, men har sedan 2016 två turbiner, en francisturbin och en kaplanturbin.